# Laurence Leboucher
Laurence Leboucher (Alençon, 22 febbraio 1972) è un'ex mountain biker, ciclocrossista e ciclista su strada francese.
È stata due volte campionessa del mondo nel ciclocross ed una volta nel cross country e nella staffetta a squadre.

## Carriera
Nei suoi inizi di carriera corse su strada, ottenendo tre podi nei campionati nazionali a cronometro (secondo posto nel 1998 e 2002 e terzo nel 1997), un terzo posto nella gara in linea del 1992 e lo stesso piazzamento nella Chrono des Herbiers nel 1991.
Il suo primo importante successo fu il titolo mondiale nel cross country nel 1998, a Mont-Sainte-Anne, anno in cui vinse anche il titolo europeo di ciclocross. Successivamente fu ancora campionessa europea nella stessa specialità per due anni consecutivi (2000 e 2001).
Nel 2002 vinse a Zolder il titolo mondiale di ciclocross, bissato nel 2004 a Pontchâteau, davanti alla connazionale Maryline Salvetat. Nel frattempo, nel 2003 vinse il bronzo in Italia, a Monopoli. Ottenne lo stesso risultato nel 2007 a Hooglede, quando fu preceduta da Maryline Salvetat e dalla statunitense Katie Compton, e nel 2008, a Treviso, quando terminò dietro alla tedesca Hanka Kupfernagel e all'olandese Marianne Vos, battendo in volata la connazionale Christel Ferrier-Bruneau per il podio.
Nello stesso anno, a Commezzadura si aggiudicò l'oro nella staffetta a squadre ai campionati del mondo di mountain bike, partendo come terza frazionista della squadra composta da Jean-Christophe Péraud, Arnaud Jouffroy e Alexis Vuillermoz.

## Palmarès

### Strada
- 1991

1ª tappa Tour du Canton de Perreux
2ª tappa Tour du Canton de Perreux
Classifica generale Tour du Canton de Perreux
- 1993

2ª tappa Tour de Tarn-et-Garonne
GP Frankrijk
- 1995

Route du Muscadet
2ª tappa Tour de la Haute-Vienne
Classifica generale Tour de la Haute-Vienne
Grand Prix Les Forges
- 1998

Route du Muscadet
Prologo Tour de Drome
Classifica generale Tour de Drome
- 2000

3ª tappa Tour de la Haute-Vienne
Classifica generale Tour de la Haute-Vienne

### Ciclocross
- 1998

Campionato europeo di ciclocross
- 1999-2000

Campionati francesi
Campionati europei
- 2000-2001

Campionati francesi
Campionati europei
Ciclocross di Nommay
Ciclocross di Lievin
- 2001-2002

Campionati del mondo (Zolder)
Ciclocross di Limousin
Ciclocross di Lievin
- 2002-2003

Campionati francesi
Ciclocross di Lapalisse
Ciclocross di Oudenaarde
Ciclocross di Sedan
Ciclocross di Overijse
- 2003-2004

Campionati del mondo (Pontchâteau)
- 2005-2006

Campionati francesi
Ciclocross di Fourmies
- 2006-2007

Ciclocross di Blaye
5ª prova Coppa del mondo (Nommay)
- 2007-2008

Campionati francesi
Ciclocross di Quelneuc

### Mountain bike
- 1998

Campionati del mondo, Cross Country (Mont-Sainte-Anne)
Campionati europei, Cross country
5ª prova Coppa del mondo, Cross country (Plymouth)
7ª prova Coppa del mondo, Cross country (Conyers)
- 2000

Campionati europei, Cross country
- 2001

Campionati europei, Cross country
6ª prova Coppa del mondo, Cross country (Leysin)
- 2008

Campionati del mondo, Team Relay (Val di Sole, con Peraud, Jouffroy e Vuillermoz)

## Piazzamenti

### Competizioni mondiali
- Coppa del mondo di mountain bike

1997 - Cross country: 8º
1998 - Cross country: 2º
1999 - Cross country: 15º
2000 - Cross country: 20º
2001 - Cross country: 10º
2002 - Cross country: 33º
2003 - Cross country: 19º
2004 - Cross country: 31º
2005 - Cross country: 74º
- Campionati del mondo di mountain bike

Cairns 1996 - Cross country: 7º
Château-d'Œx 1997 - Cross country: 6º
Mont-Sainte-Anne 1998 - Cross country: vincitrice
Åre 1999 - Cross country: 8º
Vail 2001 - Cross country: 5º
Kaprun 2002 - Cross country: 21º
Lugano 2003 - Cross country: 60º
Les Gets 2004 - Cross country: 13º
Les Gets 2004 - Team relay: 4º
Livigno 2005 - Cross country: 30º
Fort William 2007 - Cross country: 19º
Val di Sole 2008 - Cross country: 14º
Val di Sole 2008 - Team relay: vincitrice
- Campionati del mondo di ciclocross

Sint-Michielsgestel 2000: 4º
Tábor 2001: 5º
Zolder 2002: vincitrice
Monopoli 2003: 3º
Pontchâteau 2004: vincitrice
Sankt Wendel 2005: 4º
Zeddam 2006: 14º
Hooglede 2007: 3º
Treviso 2008: 3º
- Giochi olimpici

Atlanta 1996 - Cross country: 11º
Sidney 2000 - Cross country: 18º
Atene 2004 - Cross country: 8º
Pechino 2008 - Cross country: 17º